# Journal of Organic Chemistry
Journal of Organic Chemistry è una rivista accademica che si occupa della pubblicazione di contributi originali nel campo della  chimica organica.
Nel 2017 il fattore di impatto della rivista era di 4,805.